# イリノイ級戦艦
イリノイ級戦艦（イリノイきゅうせんかん、Illinois-class battleships）は、アメリカ海軍の戦艦の艦級。本級は20世紀初頭に建造された前弩級戦艦であった。ネームシップのイリノイは1901年に就役した。